# Flueggea virosa
Flueggea virosa, también 
conocida como Pompadour, 
Kaukora, o lira,  es una especie de planta de la familia de las filantáceas.

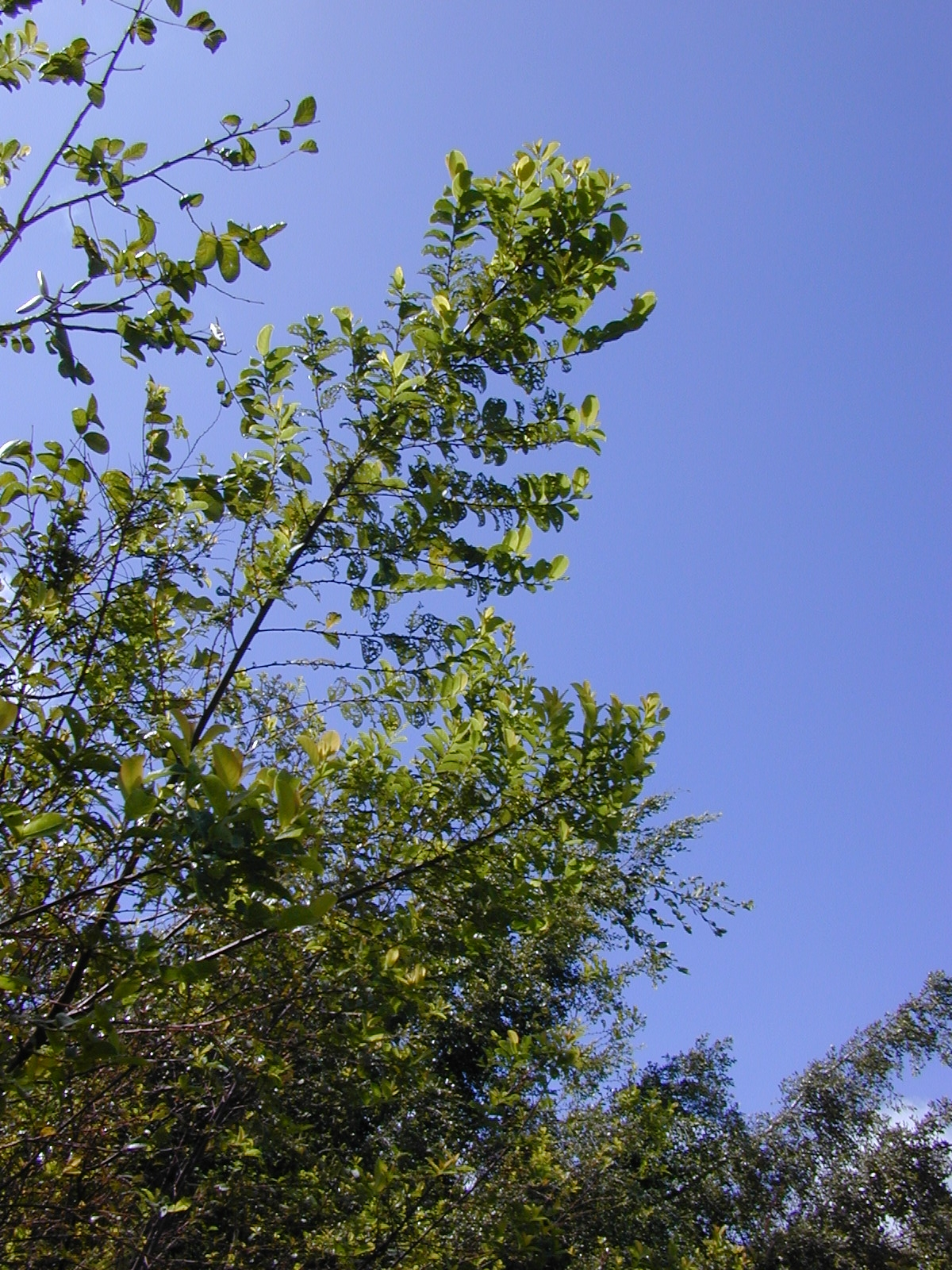
Follaje

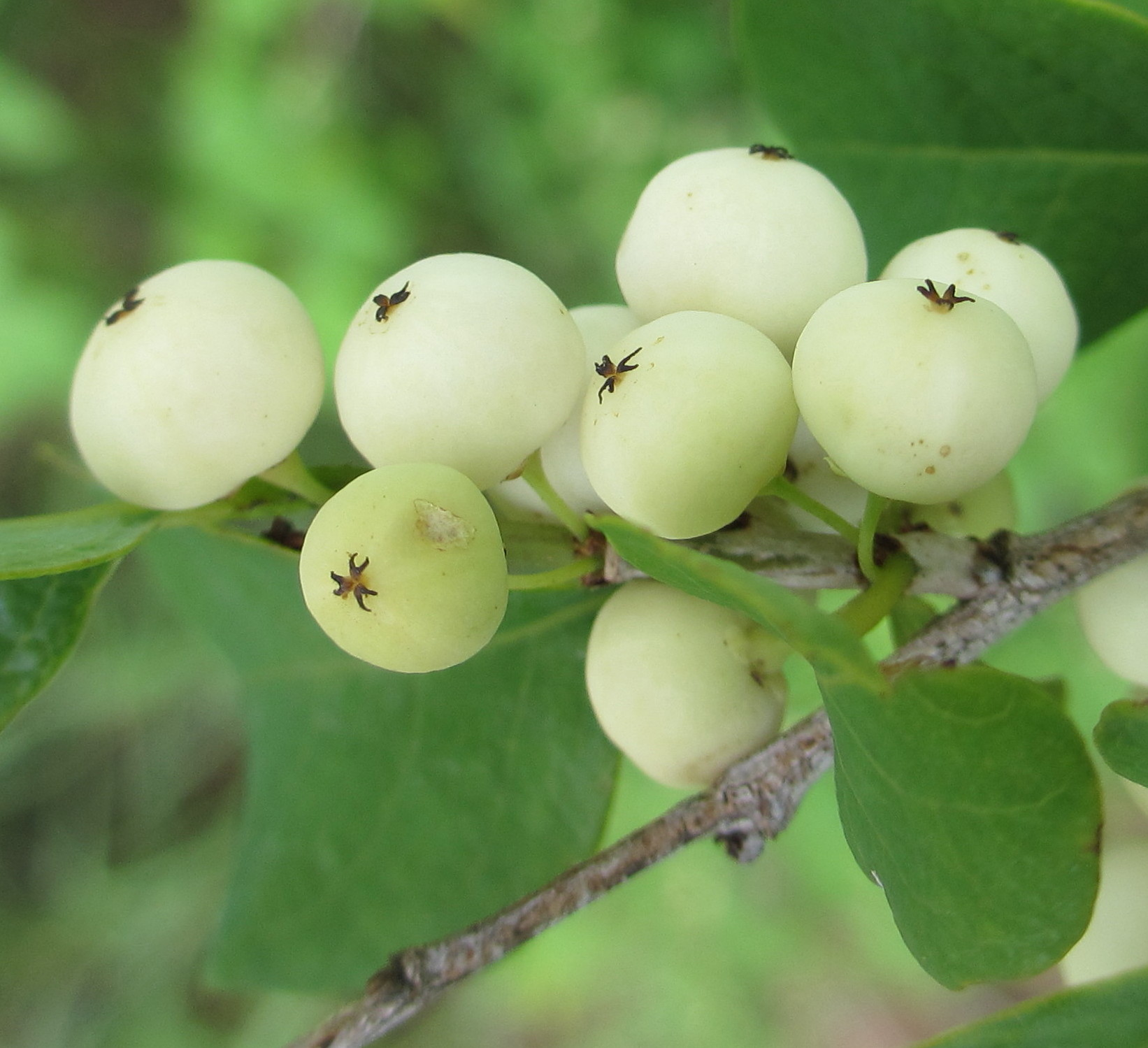
Frutos

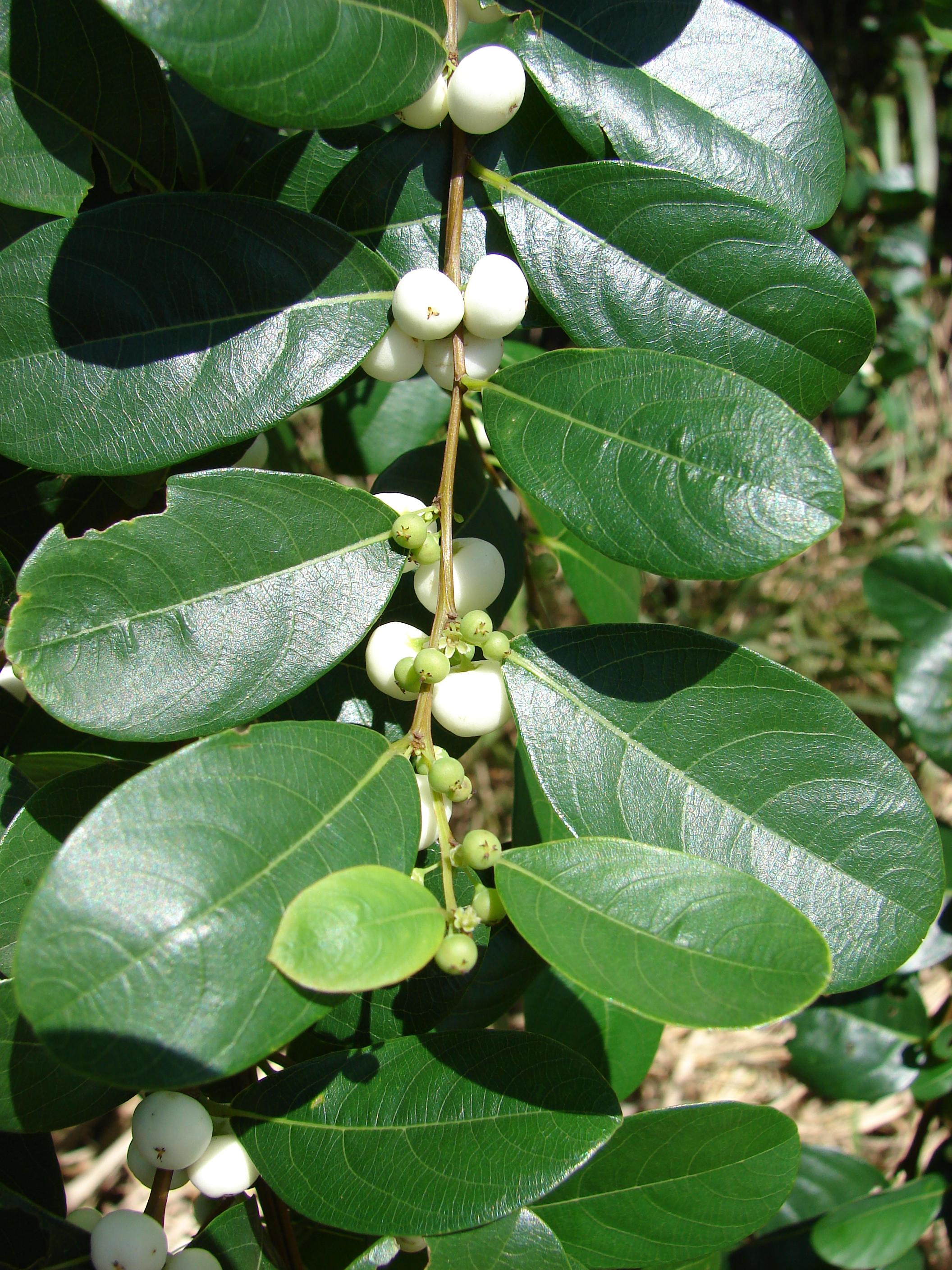
Hojas

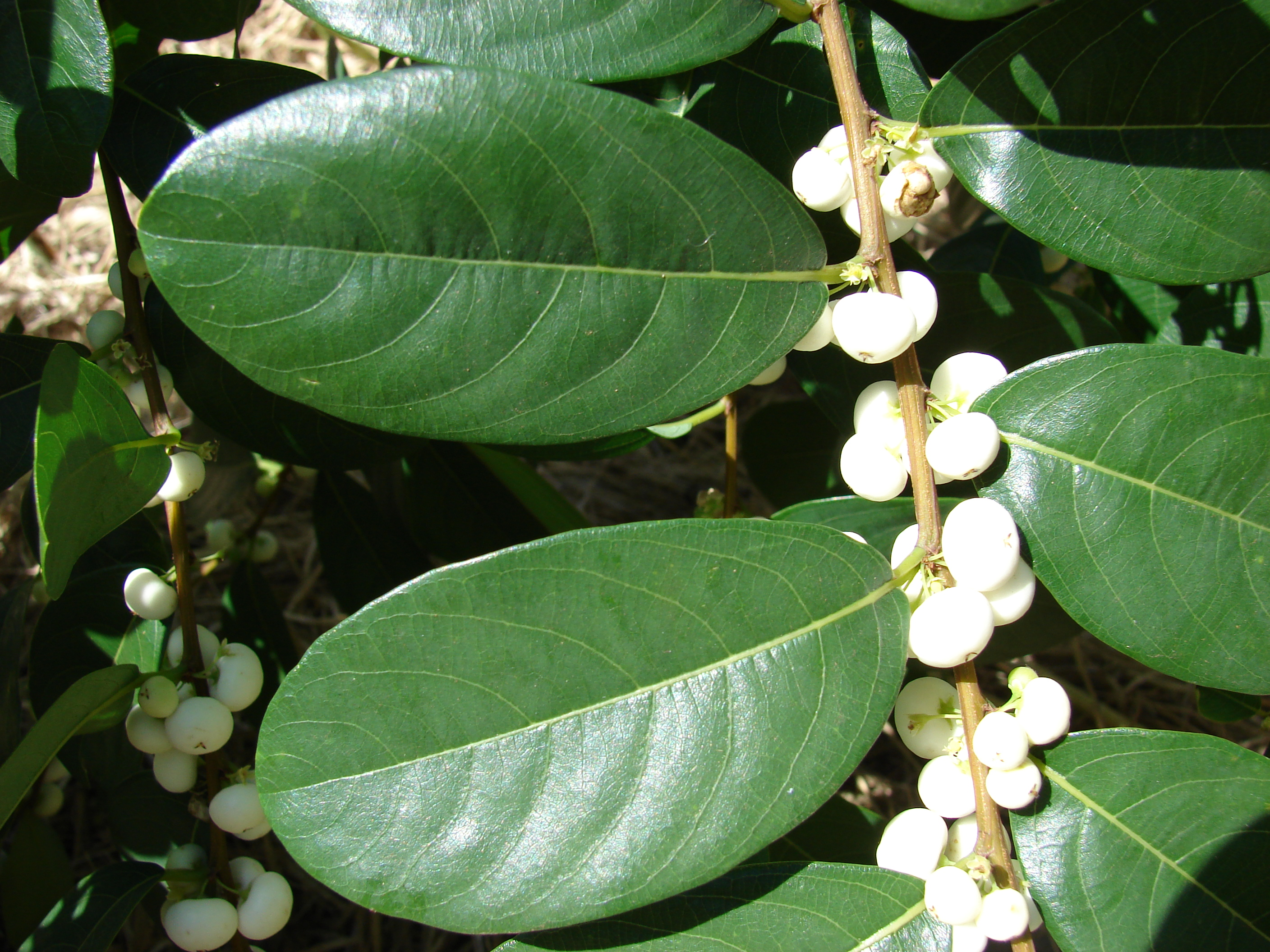
Inflorescencia

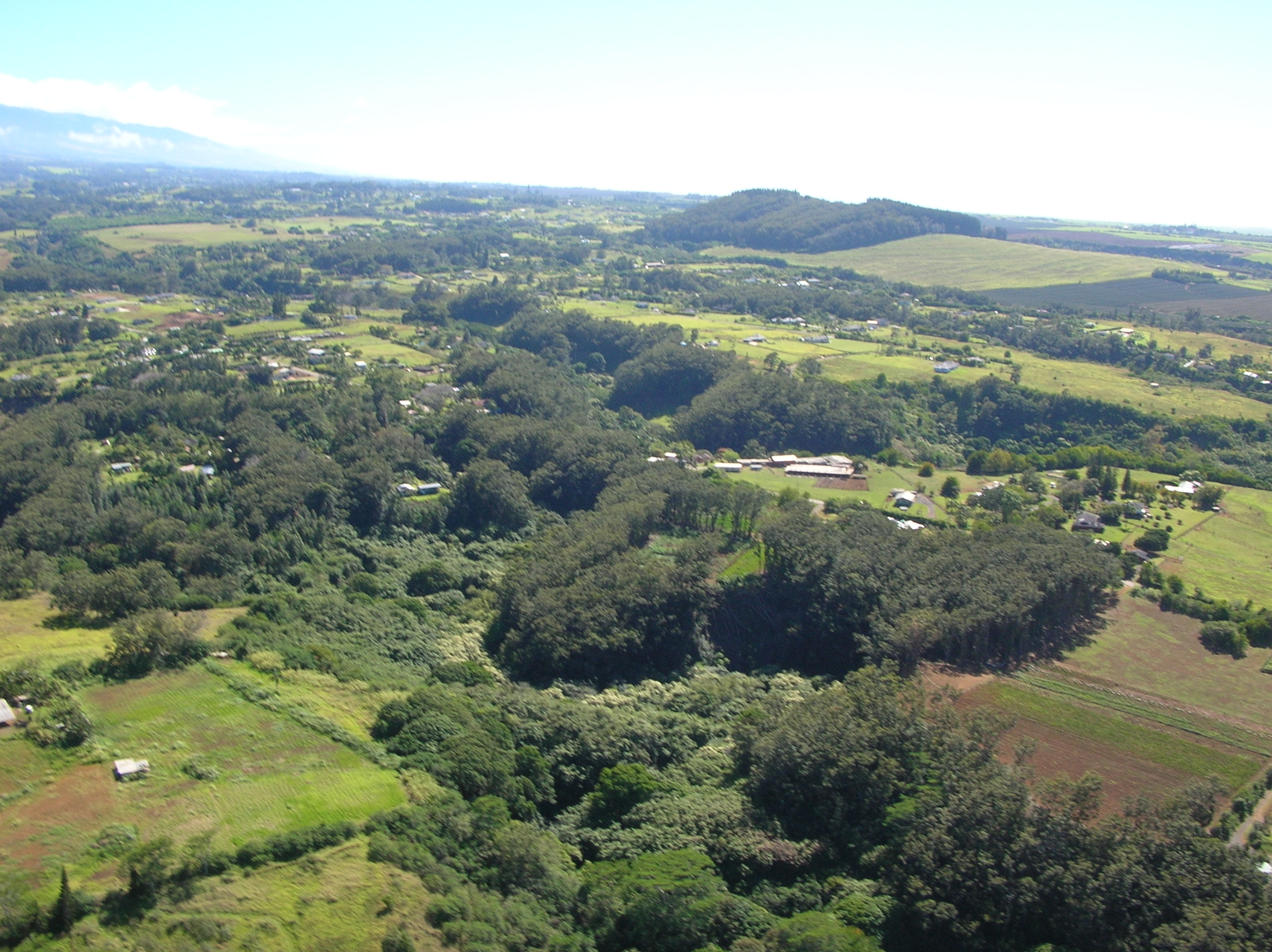
Hábitat

## Hábitat
Se encuentra en las sabanas del centro y sur de África, en Asia topical y subtropical y en las islas Mascareñas.

## Descripción
Es un arbusto que crece de 2 a 4 M de altura, pero puede llegar a los 7 M, con numerosas ramas angulares. El crecimiento es denso con muchas ramas verticales o arqueadasa partir de la base. Algunas ramas son afiladas y recuerdan a espinas. 
Suele ser de hoja perenne, pero puede perder sus hojas en áreas con un tiempo de secado pronunciado. Las hojas son simples y ovaladas y están dispersas. 
El arbusto es dioico con plantas masculinas y femeninas separadas. Las pequeñas flores verdes están en las esquinas de las hojas. 
El fruto es una cápsula con forma de baya comestible de 3-5 mm de diámetro; es blanco cuando está maduro.

## Propiedades
Se utiliza en el tratamiento de la malaria las infecciones renales y como estimulante. También se le atribuyen propiedades antibacterianas y para aliviar la diabetes, el reumatismo y los desórdenes hepáticos. y estomacales. Contiene alcaloides como norsecurinina y epoxynorsecurinina

## Usos
Las bayas comestibles de esta especie son jugosas y dulces, siendo sus frutos silvestres consumidos tanto por humanos como por animales. 
Las hojas son consumidas por las cabras y las orugas de las mariposas Charaxes. 
El arbusto a menudo se planta como planta de cobertura. 
La corteza y las raíces contienen varios alcaloides y por ello igualmente se utilizan para envenenar a los peces y como medicina.

## Taxonomía
Flueggea virosa fue descrita por (Roxb. ex Willd.) Royle y publicado en Illustrations of the Botany ... of the Himalayan Mountains ... 328. 1836.
Etimología
Flueggea: nombre genérico que fue nombrado en honor del botánico alemán Johannes Flüggé.
virosa: epíteto latíno 
Variedades
- Flueggea virosa subsp. melanthesoides (F.Muell.) G.L.Webster

Sinonimia
- Acidoton griseus (Müll.Arg.) Kuntze
- Acidoton obovatus (Willd.) Kuntze
- Acidoton phyllanthoides (Baill.) Kuntze
- Acidoton virosus (Roxb. ex Willd.) Kuntze
- Bessera inermis Spreng.
- Bradleia dioica (Schumach. & Thonn.) Gaertn. ex Vahl
- Cicca obovata (Willd.) Kurz
- Cicca pentandra Blanco
- Conami portoricensis (Kuntze) Britton
- Diasperus flueggeiformis Kuntze
- Diasperus glaucus (Wall. ex Müll.Arg.) Kuntze
- Diasperus hamrur (Forssk.) Kuntze
- Diasperus portoricensis Kuntze
- Drypetes bengalensis Spreng.
- Flueggea abyssinica (A.Rich.) Baill.
- Flueggea angulata (Schumach. & Thonn.) Schrank
- Flueggea angulata Baill.
- Flueggea comorensis Bojer
- Flueggea microcarpa Blume
- Flueggea obovata (Willd.) Wall. ex Fern.-Vill.	'
- Flueggea ovalis Baill.
- Flueggea phyllanthoides Baill.
- Flueggea retusa Voigt
- Flueggea senensis Klotzsch
- Flueggea sinensis Baill.	'
- Flueggeopsis glauca (Wall. ex Müll.Arg.) D.Das
- Hemicicca glauca (Wall. ex Müll.Arg.) Hurus. & Yu.Tanaka
- Phyllanthus angulatus Schumach. & Thonn.
- Phyllanthus dioicus Schumach. & Thonn.
- Phyllanthus flueggeiformis Müll.Arg.
- Phyllanthus glaucus Wall. ex Müll.Arg.
- Phyllanthus hamrur Forssk.
- Phyllanthus leucophyllus Strachey & Winterb. ex Baill.
- Phyllanthus lucidus Steud.
- Phyllanthus obtusus Schrank
- Phyllanthus polygamus Hochst. ex A.Rich.
- Phyllanthus portoricensis (Kuntze) Urb.
- Phyllanthus reichenbachianus Sieber ex Baill.
- Phyllanthus retusus Roxb.
- Phyllanthus virosus Roxb. ex Willd.
- Securinega abyssinica A.Rich.
- Securinega grisea Müll.Arg.
- Securinega leucopyrus Brandis
- Securinega microcarpa (Blume) Müll.Arg.
- Securinega obovata (Willd.) Müll.Arg.
- Securinega virosa (Roxb. ex Willd.) Baill.
- Xylophylla obovata Willd.[1][7]